# Brandaris (shag)
Brandaris is een merk zware shag, dat momenteel onderdeel is van het tabaksfabriek Imperial Tobacco, waarvan de fabriek die Brandaris produceert gevestigd is in het Friese Joure.
Brandaris begon als een merk shag, dat toen nog onderdeel was van de oude Douwe Egbertsfabriek, waarvan Imperial Tobacco de hele tabaksfabriek overnam, samen met de zustermerken Van Nelle, Drum en veel meer andere merken.
Brandaris is vernoemd naar de Brandaris, de vuurtoren op Terschelling.